# Алидзор
Алидзор — село в Сюникской области Республики Армения.
Село имеет многовековую историю и богато памятниками истории и культуры. Благодаря своему географическому положению он расположен на одном из самых популярных туристических направлений Республики Армения, маршрут: Татевская канатная дорога — Татевский монастырь. Это первая отправная точка самой длинной канатной дороги в мире.
Имеет красивую природу, которая выражается в ущельях, скалистых и лесистых горных склонах, у подножия которых стремительно протекает река Воротан.

## Этимология имени
Название Алидзор произошло от названий населенных пунктов Хале, Халис провинции Хабанд.

## География
Географически Алидзор расположен на левом берегу реки Воротан, на высоте 1300—1350 м над уровнем моря. От районного центра Капана Сюникской области находится в 62 км. Ближайший город Горис находится в 12 км к юго-западу.
Село Шинуайр расположено к северо-востоку от Алидзора, ущелье реки Воротан — к юго-востоку, возделываемые поля — к востоку и северо-востоку.
По населенному пункту Алидзор проходит автодорога республиканского значения H45.

## История
В начале X века княгиня Амазаспухи пожертвовала Алидзор Татевскому монастырю, который был её собственностью до XIX века.

### Советский период
В советские годы входил в состав Зангезурской области Армянской ССР, а с 1930 года — Горисской области.
Нынешний Алидзор был построен в 1966 году, недалеко от Старого Алидзора, до 1991 года он был в составе совхоза Аржис.

### Период независимости Армении
В начале независимости Республики Армения Алидзор был включен в состав Горисского района, а с 1995 года — в состав Сюникской области, частью которого является бывший Горисский район. С 2015 года населённый пункт входит в состав Татевской общины Сюникской области.

## Историко-культурные сооружения
Стоящая церковь Св. Минаса, построенная в 1611 году, находится в селе. В 2 км к юго-западу от села находится знаменитая Пустыня Харанц, рядом церковь под названием «Хачин Хут», часовня «Погос-Петрос», ряд сел: «Алидзор», «Кармир», «Айкашен», «Айкатап», Хале, Старый Шенатех, а также кладбище со множеством хачкаров. На левом берегу Воротана, в садах сохранился памятник протокол, установленный на скале в 1265 году.

## Население
По результатам переписи населения Армении 2011 года, население села составляло 551 человек.
Изменение населения в Алидзоре:
| Год           | 1831 | 1897 | 1926 | 1939 | 1959 | 1970 | 1979 | 1989 | 2001 | 2004 | 2011 |
| Число жителей | 58   | 584  | 615  | 657  | 577  | 518  | 482  | 509  | 602  | 625  | 551  |

## Хозяйство
Население занимается полевыми работами, садоводством и пчеловодством.

## Галерея

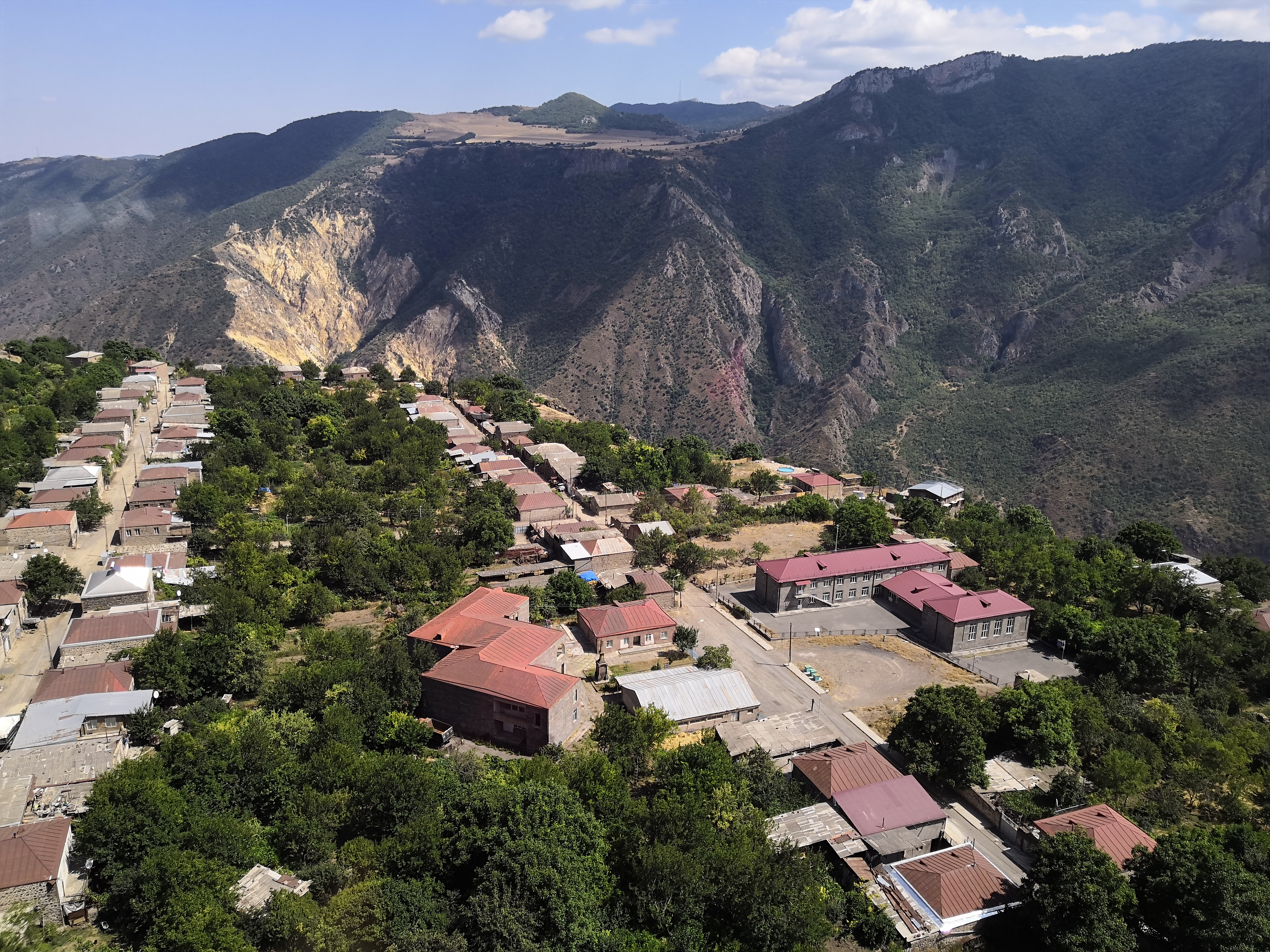
Панорама одной из улиц Алидзора из кабины Татевской канатной дороги
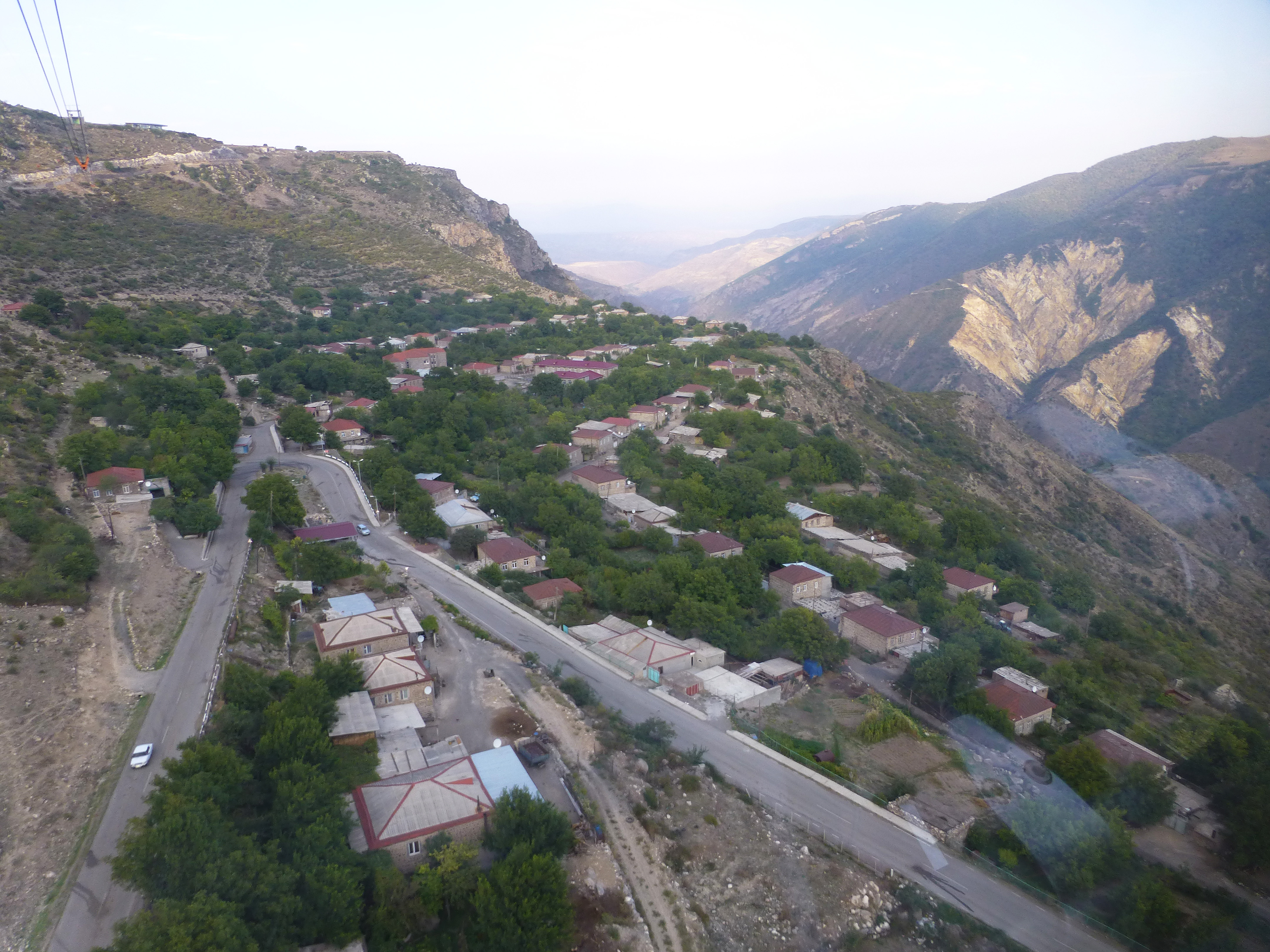
Панорама села Алидзор. Автомагистраль национального значения H45
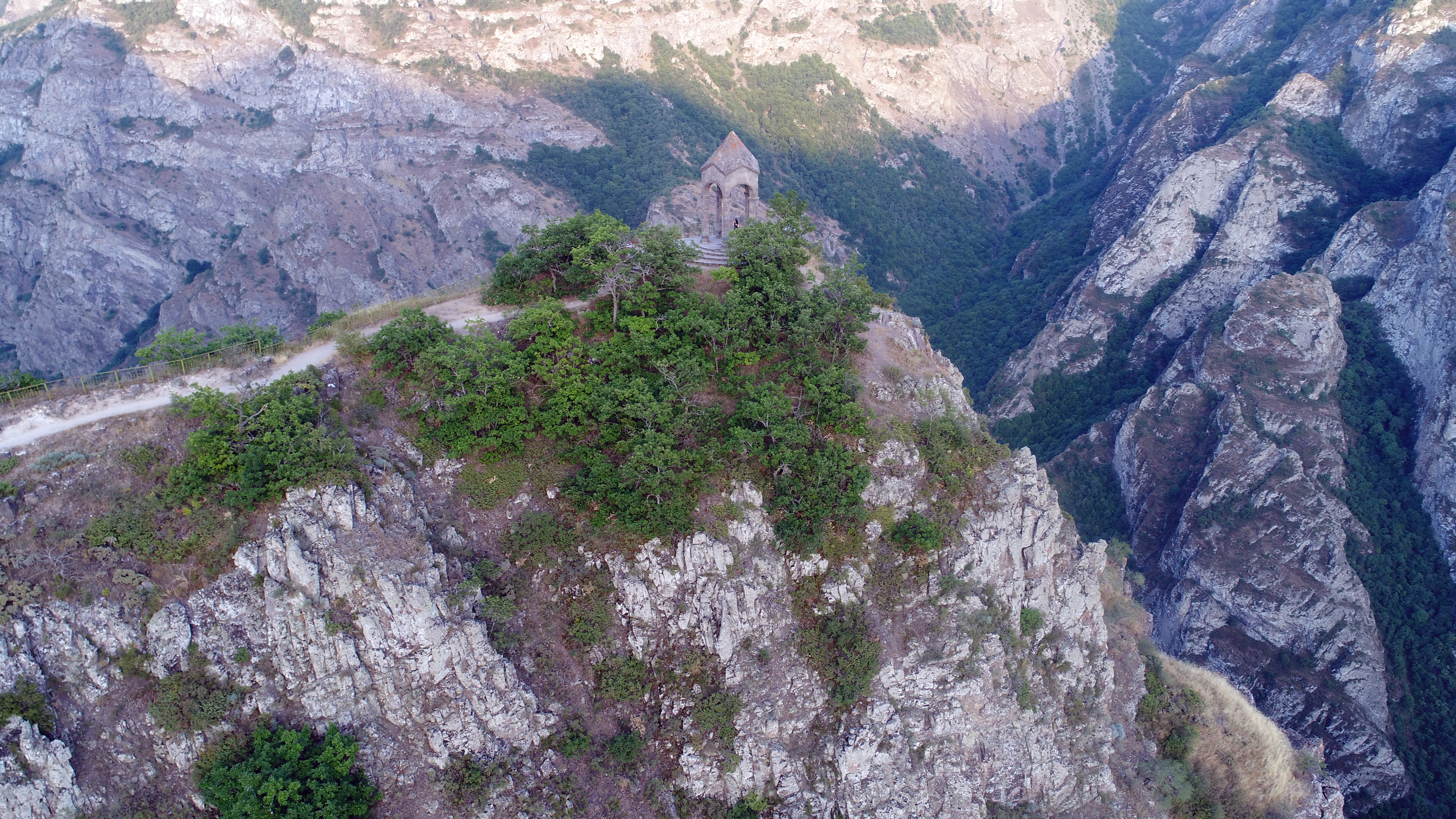
Памятник. Смотровая площадка возле села
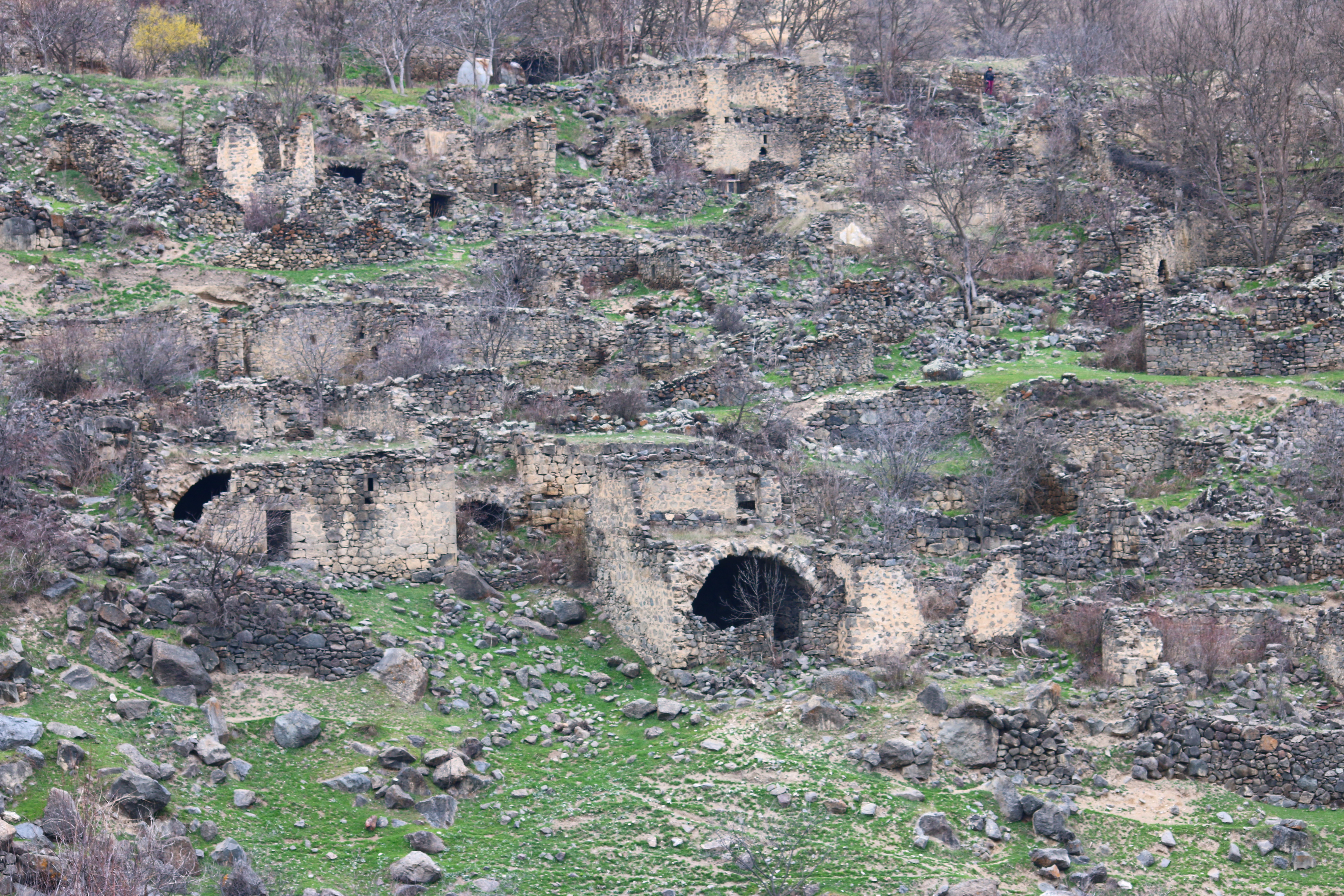
Руины старого села Алидзор
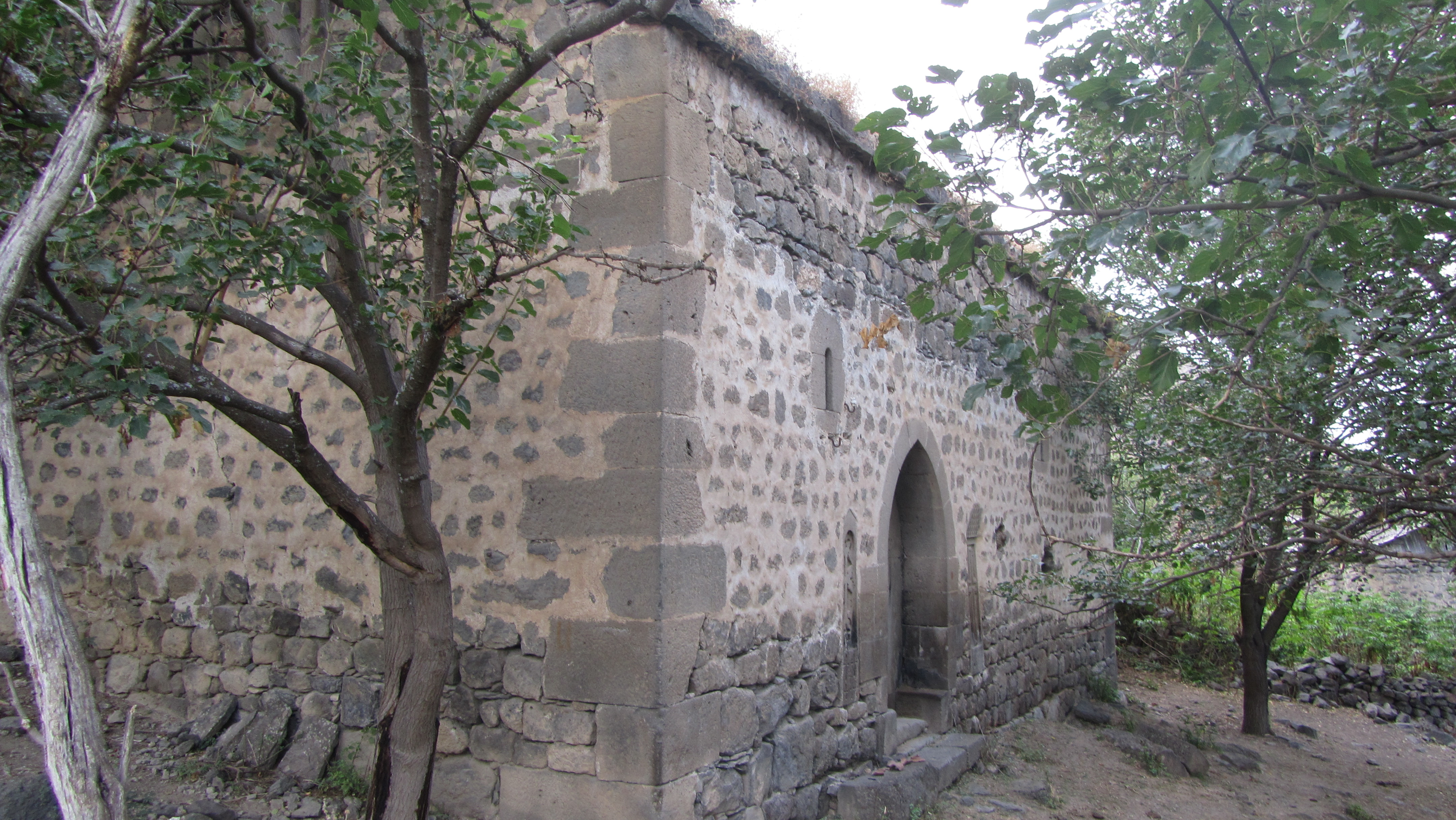
Церковь Св. Минас
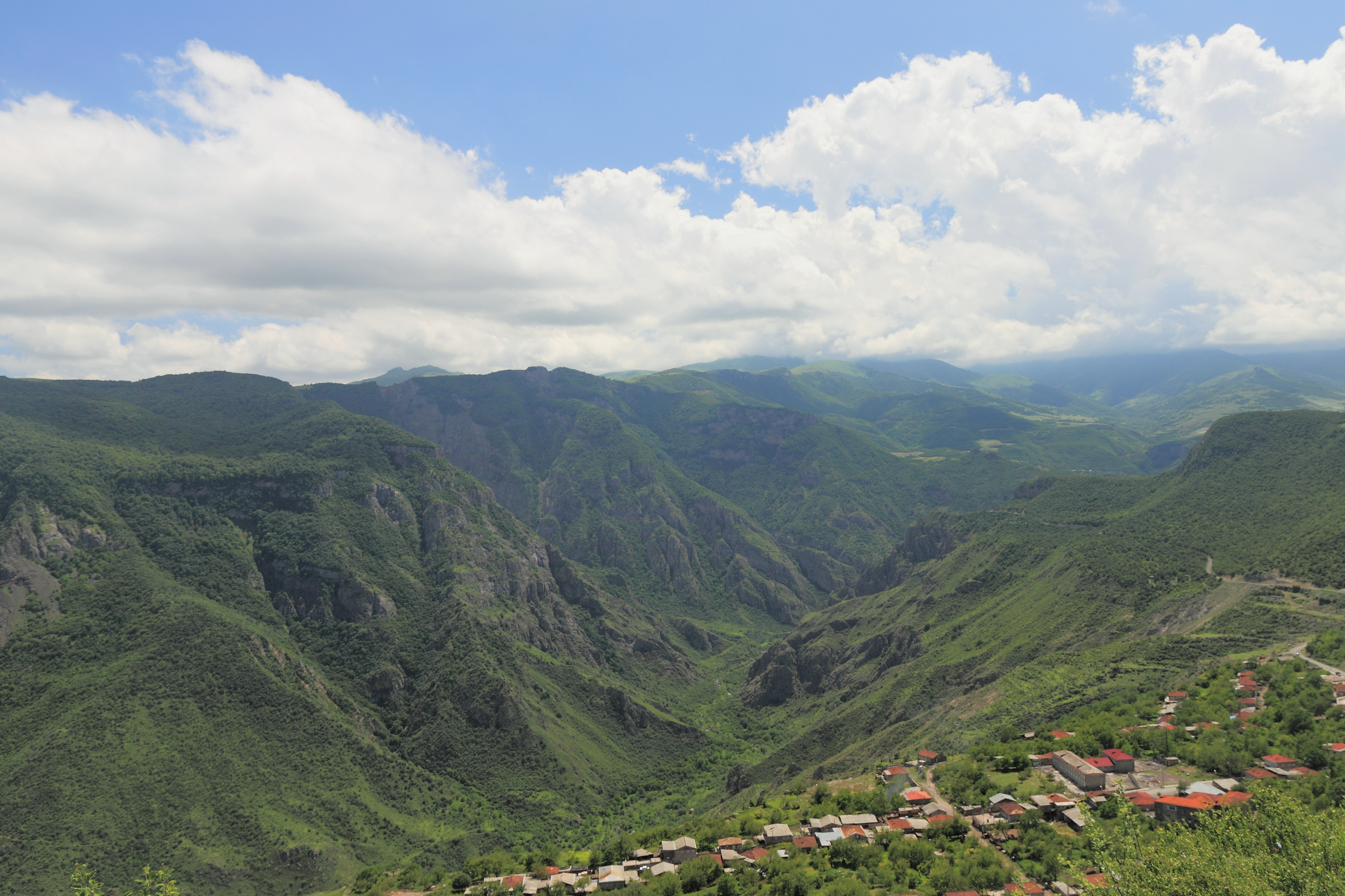
Вид на Воротанское ущелье из села Алидзор
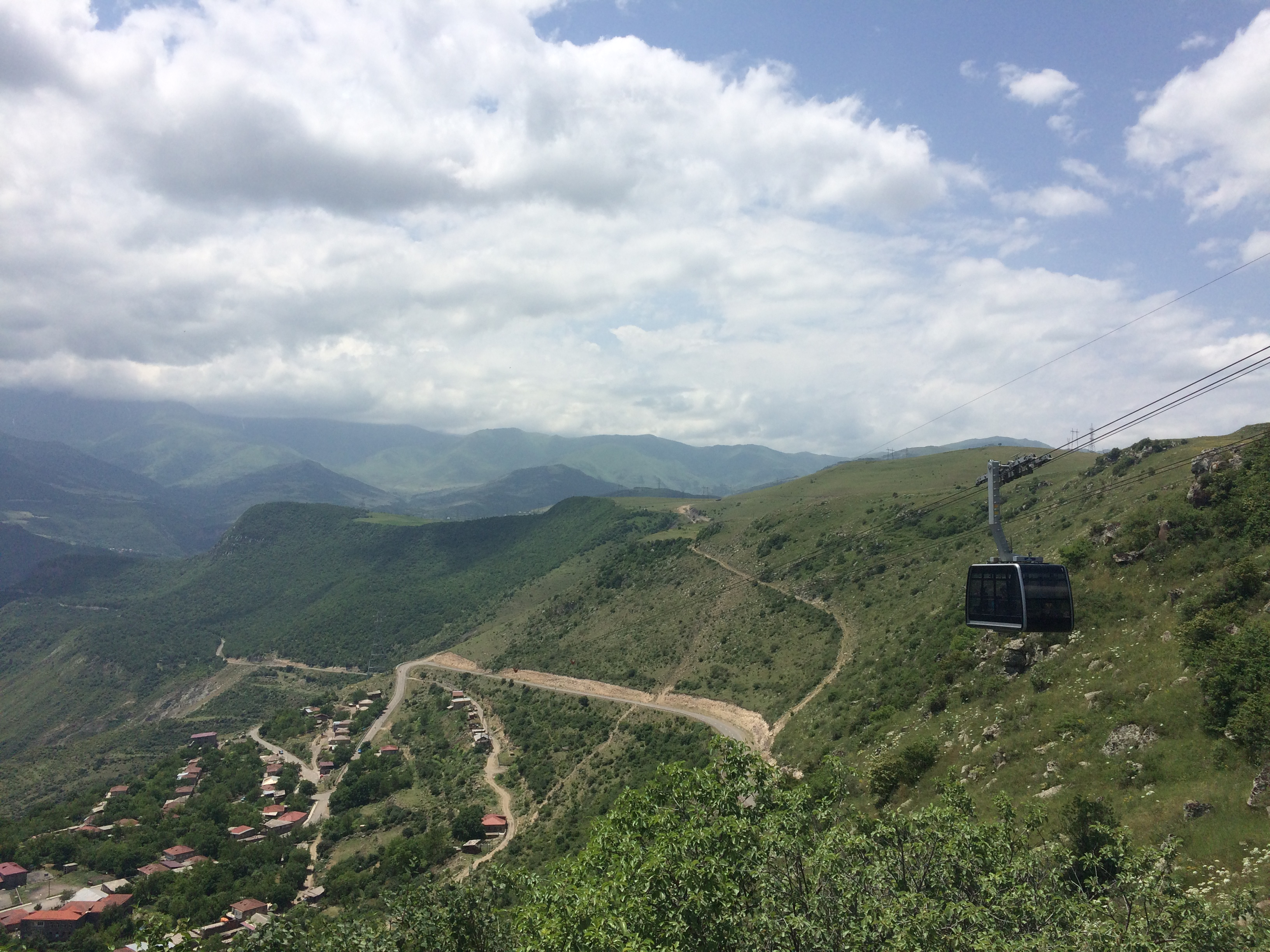
Будка канатной дороги Татев, проходящая через село
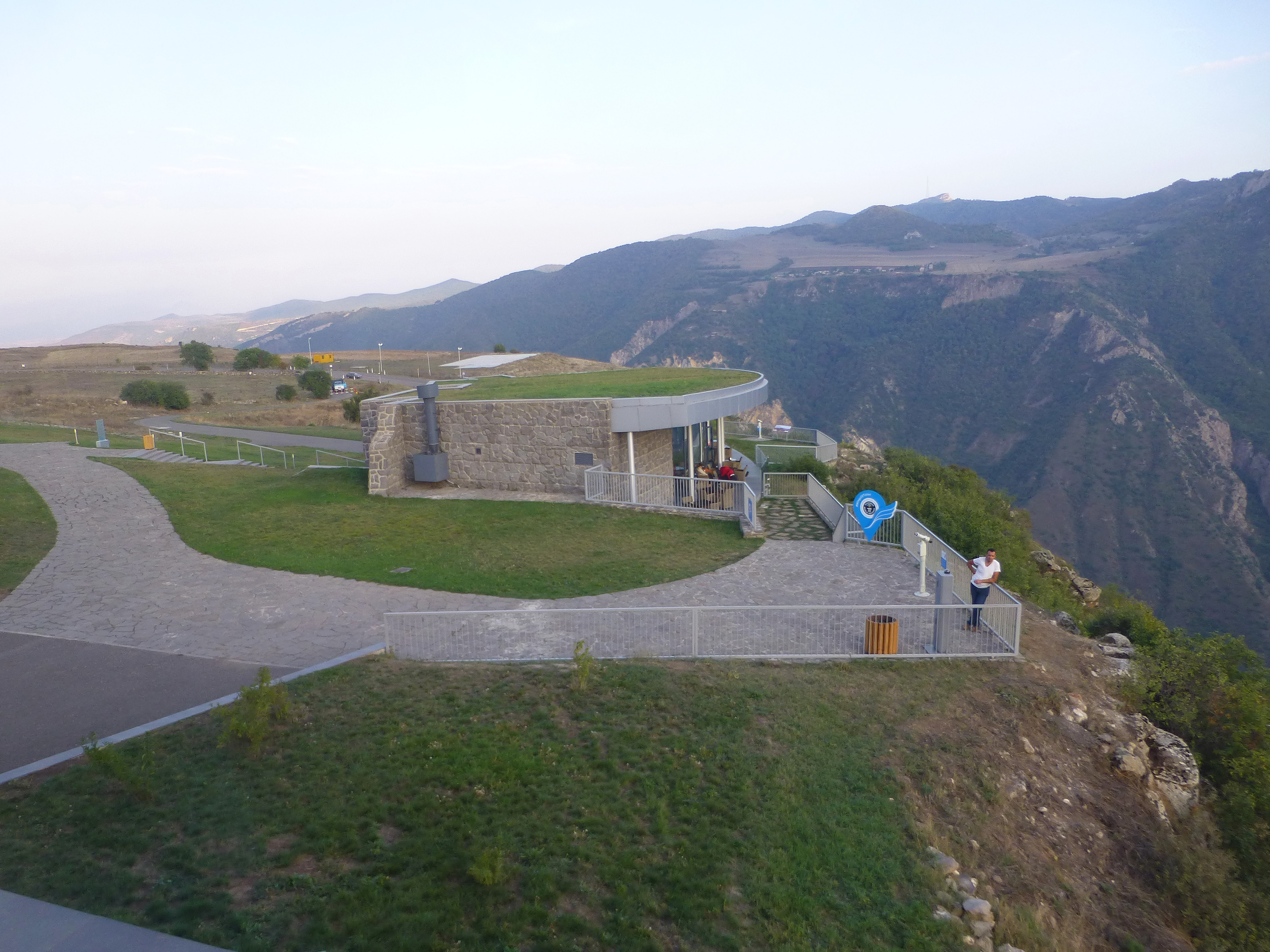
Начальная станция канатной дороги Татев у села Алидзор